# Dew-Scented
Dew-Scented es una banda alemana de thrash metal proveniente de Braunschweig. Han lanzado hasta la fecha ocho álbumes de estudio y actualmente tiene un contrato con Metal Blade Records (Europa) y Prosthetic Records (Estados Unidos/Norteamérica). Como dato curioso, todos los nombres de sus producciones discográficas empiezan por la letra "I". Su nombre está inspirado en la obra del escritor estadounidense Edgar Allan Poe.

## Integrantes

### Actuales
- Leif Jensen - voz (1992-presente)
- Marvin Vriesde - guitarra (2005, 2012-presente)
- Rory Hansen - guitarra (2012-presente)
- Joost van der Graaf - bajo (2012-presente)
- Koen Herfst - batería (2012-presente)

### Anteriores
- Ralf Klein - guitarra (1996-1998)
- Hendrik Bache - guitarra (2001-2008)
- Florian Müller - guitarra (1998-2008)
- Jörg Szittnick - guitarra (1992-1996)
- Patrick Heims - bajo (1996-2003)
- Tarek Stinshoff - batería (1992-1996)
- Uwe Werning - batería (1997-2007)
- Alexander Pahl - bajo (2003-2011)
- Martin Walczak - guitarra (2008-2010)
- Michael Borchers - guitarra (2008-2012)
- Marc-Andree Dieken - batería (2008-2012)

## Discografía

### Estudio
- Immortelle (1996)
- Innoscent (1998)
- Ill-Natured (1999)
- Inwards (2002)
- Impact (2003)
- Issue VI (2005)
- Incinerate (2007)
- Invocation (2010)
- Icarus (2012)
- Intermination (2015)

### Otros lanzamientos
- Symbolization (1994, demo)
- Insurgent (2013, compilado)[2]